# 当皮埃尔苏布鲁
当皮埃尔苏布鲁（法語：Dampierre-sous-Brou，法語發音：[dɑ̃pjɛʁ su bʁu]，意为“布鲁下方的当皮埃尔”）是法国厄尔-卢瓦省的一个市镇，属于沙托丹区。

## 地理
当皮埃尔苏布鲁（48°12'49"N, 1°6'45"E）面积14.56 平方千米，位于法国中央-卢瓦尔河谷大区厄尔-卢瓦省，该省份为法国北部内陆省份，北起顺时针与厄尔省、伊夫林省、埃松省、卢瓦雷省、卢瓦-谢尔省、萨尔特省和奧恩省接壤。
与当皮埃尔苏布鲁接壤的市镇（或旧市镇、城区）包括：弗拉泽、安韦尔。
当皮埃尔苏布鲁的时区为UTC+01:00、UTC+02:00（夏令时）。

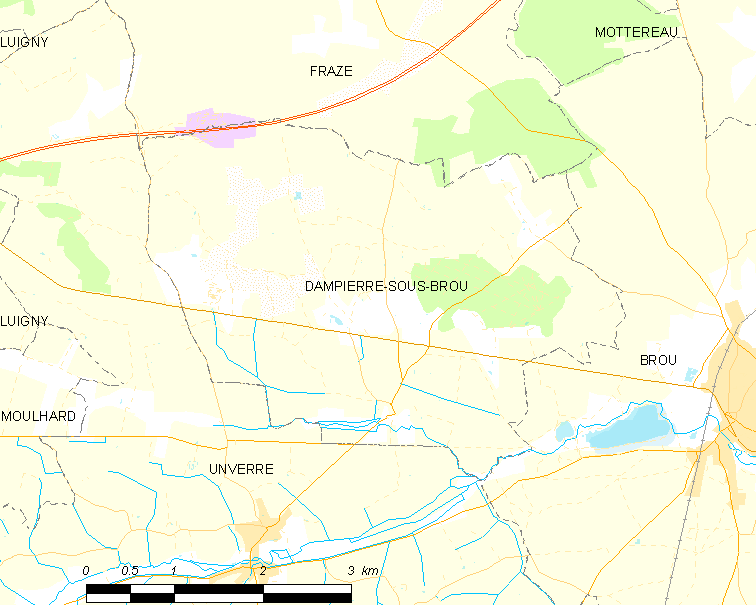
当皮埃尔苏布鲁的OSM定位图

## 行政
当皮埃尔苏布鲁的邮政编码为28160，INSEE市镇编码为28123。

## 政治
当皮埃尔苏布鲁所属的省级选区为布鲁县。

## 人口

1962-2008年间当皮埃尔苏布鲁人口变化图示

当皮埃尔苏布鲁于2022年1月1日时的人口数量为445人。